# Museo Royal Saskatchewan
El museo Royal Saskatchewan es un museo de historia natural fundado en 1906 para "proteger y preservar especímenes de historia natural y los objetos de interés histórico y etnológico". Fue el primer museo en Saskatchewan, Canadá, y el primer museo provincial en las tres provincias de la pradera.

## Historia
Entre 1906 y 1945 el museo ocupaba varios locales, como el edificio de la empresa Trading Regina, el edificio Legislativo Provincial, y la Escuela Normal (el edificio oriental más histórico del campus de la Universidad de Regina). Durante la Segunda Guerra Mundial, las colecciones del Museo fueron sacadas de la exposición pública y almacenadas inicialmente en el edificio de General Motors (hacia el este en Dewdney Avenue), para permitir que la Escuela Normal se utilizará para un Plan de Formación en Commonwealth. Las colecciones regresaron a la Escuela Normal en 1944 y abrió sus puertas al público nuevamente en 1946.
Por último, el gobierno provincial construyó las actuales instalaciones en la esquina de Albert Street y College Avenue, el lugar del abandonado Hotel Chateau Qu'Appelle, como un proyecto de Saskatchewan Golden Jubilee. En parte, por motivos estéticos y en parte para evitar la tarea expansiva de desarraigar los pilotes, el museo fue construido en un ángulo, con un gran césped delantero. Las nuevas instalaciones fueron inauguradas por el gobernador general Vincent Massey, el 16 de mayo de 1955. Para reflejar las áreas de la devoción, el museo adoptó un nuevo título Saskatchewan Museo de Historia Natural.
La colección del museo, a continuación, ubicada en el edificio legislativo provincial, había sido diezmada en 1912. La colección fue severamente dañada de nuevo en 1990, cuando el fuego estalló en la Galería de las Primeras Naciones, que entonces estaba en construcción. Los daños, producto del humo, hicieron que el museo se cerrara durante cuatro meses, y muchas zonas permanecieron cerradas durante años. Desde el incendio, la Galería de las Primeras Naciones y ciencias de la vida han mejorado considerablemente.